# 시크릿 가든 (드라마)
《시크릿 가든》(영어: Secret Garden)은 2010년 11월 13일부터 2011년 1월 16일까지 방영된 SBS 주말 특별기획 드라마로, 별칭으로 줄여서 시가라고 부른다.

## 방송 시간
| 방송 채널 | 방송 기간                         | 방송 시간            | 방송 분량  |
| --------- | --------------------------------- | -------------------- | ---------- |
| SBS       | 2010년 11월 13일~2010년 11월 21일 | 토, 일 밤 9:50~11:00 | 1시간 10분 |
| SBS       | 2010년 11월 27일~2011년 1월 16일  | 토, 일 밤 9:50~11:10 | 1시간 20분 |

## 줄거리
무술감독을 꿈꾸는 스턴트우먼 길라임(하지원 분)과 까칠한 백화점 사장 김주원(현빈 분)이 서로 영혼이 바뀌면서 벌어지는 일을 다룬 판타지 로코 드라마.

## 등장 인물

### 주요 인물
- 하지원: 길라임 (吉裸恁[1])(29세) 역

임(林) 액션스쿨 스턴트우먼. 소방관인 아버지의 영향으로 솔선수범하고 용감무쌍하며, 약하고 어려운 사람들을 그냥 못 지나쳐 몸 성할 날이 없다. ‘예쁘다’는 말보다는 ‘멋지다’는 말을 더 좋아한다. 화재사고 현장에서 아버지를 잃고 소방관의 꿈을 접고 보조출연 아르바이트를 하다 스턴트우먼의 길로 들어선다. 어느 날 철없고 미성숙하지만 달콤하면서도 위험하기도, 어쩌면 ‘사악’하기까지 한 김주원을 만났다.
- 현빈: 김주원 (金主園[2])(33세) 역.

로엘백화점 사장(재벌 3세). 21살 때 엘리베이터 사고로 인해 그 당시의 기억을 잃었으며, 폐소공포증이 생겨 좁은 공간과 엘리베이터를 타지 못하고 한겨울에도 오픈카를 활짝 열고 다닌다. 그런 이유로 출근은 일주일에 이틀밖에 안 한다. 하지만 타고난 미모와 수려한 말빨, 그리고 두뇌마저 섹시한 이 남자는 오만함의 결정체다. 시간과 감정 낭비 없는 정략결혼만이 최고라 생각한 이 남자 앞에 길라임이 나타난다. 이런 여자를 좋아할 리 없다 생각하는데 자꾸만 생각나는 이 여자 때문에 혼란스럽다.
- 윤상현: 오스카 (최우영)(35세) 역

최고의 인기가수이자 한류스타. 김주원의 이종사촌형이며, 비송스파리조트 명예이사다. 오는 여자 안 막고 가는 여자 잡지말자는 천하의 바람둥이인 그에게도 순정이 있다면 오직 윤슬이다.
- 김사랑: 윤슬(30세) 역

CF감독. 재벌 신랑 만나 소꿉놀이하기 전에 스타들 데리고 인형놀이나 실컷 하기로 맘먹고 CF감독이 되었다. 사랑 따위 평생 모른 척 하고 살려했으나 오스카를 만나 사랑했는데, 그에게 버림받았다고 생각하고 복수심에 차있다.
- 이필립: 임종수(34세) 역

임(林) 액션스쿨 무술감독. 액션스쿨의 대표이며 후배들의 든든한 버팀목이다. 합리적일 것 같아 보이지만, 보기와는 다르게 다혈질이고 가부장적이다. 길라임을 짝사랑하고 있다.

### 로엘그룹 사람들
- 박준금: 문분홍(50대 중반) 역

김주원의 어머니. 문창수와 셋째 아내(정순주)와의 딸로, 비송파이스트리조트 사장이자 로엘백화점 고문이다. 라임을 탐탁치 않아 한다.
- 이병준: 박봉호(40대 후반) 역

로엘백화점 상무. 박봉희의 동생으로, 김주원과는 외외종조부 관계이다. 김주원의 자리를 노리고 있으며, 고졸 출신으로 상무까지 오른 입지전적인 인물이다.
- 김지숙: 문연홍(50대 후반) 역

오스카(최우영)의 어머니. 문창수와 둘째 아내(남국희)와의 딸로, 비송스파리조트 사장이자 화장품 회사 CEO이다.
- 김성겸: 문창수(70대 후반) 역

로엘그룹 회장. 김주원과 오스카(최우영)의 외할아버지이며, 부인이 네 명이나 되고 첫부인(이명례) 사이에서는 자식이 없다.
- 성병숙: 박봉희(60대 후반) 역

문창수의 넷째 아내이자 박봉호의 누나이다. 명성대학교 교수로 문창수 회장의 첫사랑이 되었다.
- 최윤소: 김희원(27세) 역

김주원의 여동생. 재벌집 따님답지 않게 낯을 가리지 않고 불의를 보면 못참는 성격으로 매번 아슬아슬한 위기에 처하지만, 위기에서 임종수의 도움을 몇 번 받고 그에게 호감을 느낀다.

### 라임의 주변 인물
- 유인나: 임아영(29세) 역

로엘백화점 직원. 길라임의 단짝 친구이며, 김비서와는 연인 사이로 발전한다.
- 장서원: 황정환(30세) 역

임(林) 액션스쿨 스턴트맨. 길라임의 선배이며, 김주원과 길라임이 잘되길 여러 모로 도와준다.
- 정인기: 길익선 역

길라임의 아버지. 소방관으로 13년 전 엘리베이터에 갇힌 김주원을 대신 구하고 순직하였다. 김주원과 길라임의 영혼이 바뀌는데 결정적인 역할을 한다.
- 김미경: 신비가든 주인 역

길라임과 김주원의 영혼을 바꾸는 마법의 꽃술을 건네는 인물로, 신비한 비밀을 가지고 있다.

### 주원의 주변 인물
- 김성오: 김비서(김성오)(30세) 역

김주원의 비서. 사장인 김주원에게 매일 잡혀살지만 임아영과 연인사이로 매일 행복을 얻고 있다.
- 유서진: 박지현(33세) 역

김주원의 주치의. 주원이 엘리베이터 사고를 당하기 3개월 전에 그를 찼다.

### 오스카의 주변 인물
- 이종석: 썬(한태선)(23세) 역

천재음악가. 어머니의 외도로 인해 아버지가 가정을 떠났고 그 때문에 어떤 여자도 믿지 않고 사랑하지도 않는다. 한곳에 오래 머무르지 않고 여기저기 떠돌아다닌다. 오스카를 좋아한다.
- 윤기원: 최동규(41세) 역

오스카엔터테이먼트 대표. 하나뿐인 소속사 가수 오스카 때문에 항상 정신적으로 피곤하다.
- 김건: 유종헌(24세) 역

오스카의 매니저. 오스카에게 은근히 대들기도 하지만 결국은 오스카의 화풀이대상이다.

### 그 외 인물
- 김동균: 드라마 PD 역
- 백승희: 박채린 역 - 오스카(최우영)가 한때 만난 신인 배우
- 민재식: 임 액션스쿨 스턴트맨 역
- 윤주만: 임 액션스쿨 스턴트맨 역
- 문웅기: 임 액션스쿨 스턴트맨 상민 역
- 최대성: 로엘백화점 최 실장 역
- 남현주: 문분홍의 비서실장 역
- 이두익: 문분홍의 비서 역
- 최영신: 조연출 역 - 뮤직비디오 감독 윤슬의 직원
- 박시준: 기상캐스터 역
- 사희: 윤슬의 친구 역
- 서민경: 가사도우미 역
- 윤은채
- 정종열
- 윤미경
- 손지현
- 강철성
- 허성
- 오지연
- 전혜영
- 베이지: 베이지 역
- 김진모
- 심호성
- 유일한
- 이정춘
- 김은우
- 김정상
- 백두현
- 이태연
- 이주호
- 권일
- 구자룡
- 강민정
- 남궁린
- 이설구: 은갈치파 깡패 역(4회)
- 미상: 은갈치파 깡패두목 부인 역(4회)
- 유금: 이벤트 당첨자 역(4회)
- 박종설: 이벤트 당첨자 역(4회)
- 서보익: 119구급대원 역(5회)
- 박규점: 문연홍와 문분홍가 찾아간 한의원의 한의사 역(6회)
- 민병애: 찜찔방 아줌마 손님 역(5회, 6회)
- 황석정: 찜질방 주인 역(6회)
- 장가현: 극장에서 김주원의 자리에 가방을 올려놓은 여자 역(10회)
- 민준현: 흡연남 역(12회)
- 송지현: 유경란 역 - 김주원의 맞선녀(12회, 14회)
- 이정성: 액션스쿨 워크샵 간 리조트 공사담당자 역(13회)
- 허태희: 김주원의 친구 형민 역(14회)
- 최윤정: 오스카의 표절건과 관련된 인물인 권 작곡가 역(14회)
- 민아령: 오스카를 인터뷰하는 리포터 역(14회)
- 송재림: 윤슬과 썬이 오스카의 표절건으로 만난 연예인 역(15회)
- 한예원: “티켓투더문”의 체리 역 - 오스카가 표절의혹에서 벗어나게 하는데 도움을 줌(15회)
- 케빈 위어: 리안 잭슨 감독 역(15회)
- 김예원: 오스카 뮤직비디오 여주인공 역(20회)
- 심호성: 6기생 스턴트맨 역
- 유일한: 노홍철 흉내낸 6기생 스턴트맨 역
- 백영광: 6기생 스턴트맨 역
- 이태연: 6기생 스턴트맨 역
- 진모

### 우정출연
- 이준혁: 이준혁 역 - 오스카와 윤슬의 친구
- 염동헌: 로엘백화점 변태고객 역(7회)

### 특별출연
- 송윤아: 본인 역 - 김주원이 언급하는 톱스타 송모배우(1회), 이 드라마를 위해 찍은 화보로 등장(2회)[3]
- 백지영: 본인 역 - 오스카의 동료 가수(13회)
- 손예진: 본인 역 - 임감독의 작품 〈Black Rain〉을 먼저 하겠다고 온 톱배우(최종회)

## 시청률
최저 시청률과 최고 시청률은 시청률 조사회사와 지역별로 시청률에 차이가 있을 수 있습니다.
| 2010년      | 2010년      | 2010년         | 2010년       | 2010년         | 2010년       |
| 회차        | 방송일      | TNmS 시청률    | TNmS 시청률  | AGB 시청률     | AGB 시청률   |
| 회차        | 방송일      | 대한민국(전국) | 서울(수도권) | 대한민국(전국) | 서울(수도권) |
| ----------- | ----------- | -------------- | ------------ | -------------- | ------------ |
| 제1회       | 11월 13일   | 16.1%          | 16.5%        | 17.2%          | 18.3%        |
| 제2회       | 11월 14일   | 15.0%          | 15.6%        | 14.8%          | 16.0%        |
| 제3회       | 11월 20일   | 17.9%          | 18.9%        | 18.2%          | 19.8%        |
| 제4회       | 11월 21일   | 20.0%          | 20.8%        | 21.5%          | 24.1%        |
| 제5회       | 11월 27일   | 25.4%          | 26.3%        | 23.6%          | 25.5%        |
| 제6회       | 11월 28일   | 25.2%          | 25.6%        | 20.9%          | 22.9%        |
| 제7회       | 12월 4일    | 24.1%          | 24.7%        | 22.2%          | 24.1%        |
| 제8회       | 12월 5일    | 24.6%          | 24.8%        | 22.3%          | 24.3%        |
| 제9회       | 12월 11일   | 27.0%          | 27.8%        | 24.7%          | 27.0%        |
| 제10회      | 12월 12일   | 28.0%          | 28.7%        | 25.1%          | 27.5%        |
| 제11회      | 12월 18일   | 27.0%          | 28.2%        | 23.7%          | 25.3%        |
| 제12회      | 12월 19일   | 28.2%          | 29.2%        | 24.7%          | 27.3%        |
| 제13회      | 12월 25일   | 24.4%          | 25.0%        | 22.1%          | 23.3%        |
| 제14회      | 12월 26일   | 26.5%          | 27.1%        | 24.1%          | 26.1%        |
| 2011년      |             |                |              |                |              |
| 제15회      | 1월 1일     | 23.0%          | 29.3%        | 26.6%          | 29.5%        |
| 제16회      | 1월 2일     | 23.9%          | 29.9%        | 26.9%          | 29.9%        |
| 제17회      | 1월 8일     | 23.8%          | 30.0%        | 28.1%          | 30.5%        |
| 제18회      | 1월 9일     | 27.4%          | 34.1%        | 30.6%          | 33.0%        |
| 제19회      | 1월 15일    | 29.1%          | 35.0%        | 33.0%          | 35.3%        |
| 제20회      | 1월 16일    | 31.4%          | 38.6%        | 35.2%          | 37.9%        |
| 평균 시청률 | 평균 시청률 | 24.4%          | 26.8%        | 24.3%          | 26.4%        |
|             |             |                |              |                |              |
| 스페셜      |             |                |              |                |              |
| -           | 1월 22일    | 15.9%          | 19.9%        | 17.9%          | 20.7%        |

## 사운드 트랙

### Part.1
| #            | 제목                         | 작사         | 작곡         | 재생 시간 |
| ------------ | ---------------------------- | ------------ | ------------ | --------- |
| 1.           | 〈그 여자〉 (백지영)         | 원태연       | 전해성       | 4:34      |
| 2.           | 〈Here I Am〉 (미(美), 포맨) | 윤민수       | 윤민수       | 3:55      |
| 3.           | 〈바라본다〉 (윤상현)        | 정진환       | 전준규       | 4:30      |
| 총 재생 시간 | 총 재생 시간                 | 총 재생 시간 | 총 재생 시간 | 12:59     |

### Part.2
| #            | 제목                 | 작사         | 작곡         | 재생 시간 |
| ------------ | -------------------- | ------------ | ------------ | --------- |
| 1.           | 〈나타나〉 (김범수)  | 김이나       | 윤일상       | 4:04      |
| 2.           | 〈못해〉 (미(美))    | 민연재       | 윤민수       | 4:25      |
| 3.           | 〈그 남자〉 (백지영) | 원태연       | 전해성       | 4:34      |
| 총 재생 시간 | 총 재생 시간         | 총 재생 시간 | 총 재생 시간 | 13:03     |

### Part.3
| #            | 제목                                | 작사         | 작곡         | 재생 시간 |
| ------------ | ----------------------------------- | ------------ | ------------ | --------- |
| 1.           | 〈이유〉 (신용재)                   | 노블레스     | 윤민수       | 4:02      |
| 2.           | 〈상처만〉 (김동욱(Bois))           | 유상희       | 박정욱       | 4:12      |
| 3.           | 〈Here I Am (Piano Ver.)〉 (미(美)) | 윤민수       | 윤민수       | 3:55      |
| 총 재생 시간 | 총 재생 시간                        | 총 재생 시간 | 총 재생 시간 | 12:09     |

### Part.4
| #            | 제목                                  | 작사         | 작곡         | 재생 시간 |
| ------------ | ------------------------------------- | ------------ | ------------ | --------- |
| 1.           | 〈너는 나의 봄이다〉 (성시경)         | 이미나       | 성시경       | 4:29      |
| 2.           | 〈나타나 (Female Ver.)〉 (요아리밴드) | 김이나       | 윤일상       | 4:04      |
| 3.           | 〈You Are My Everything〉 (정하윤)    | 김현아       | 박정욱       | 3:36      |
| 총 재생 시간 | 총 재생 시간                          | 총 재생 시간 | 총 재생 시간 | 12:09     |

### Part.5
| #            | 제목                                  | 작사         | 작곡           | 재생 시간 |
| ------------ | ------------------------------------- | ------------ | -------------- | --------- |
| 1.           | 〈그 남자〉 (현빈)                    | 원태연       | 전해성         | 4:34      |
| 2.           | 〈한 여자〉 (베베 미뇽(Bebe Mignon))  | 조은희       | 황찬희         | 4:20      |
| 3.           | 〈Here I Am〉 (윤상현)                | 윤민수       | 윤민수         | 3:55      |
| 4.           | 〈Main Title〉 (Various Artists)      |              | 최성욱, 김지수 | 1:45      |
| 5.           | 〈Lovely Angel〉 (Various Artists)    |              | 김지수         | 1:24      |
| 6.           | 〈Guardian Angel〉 (Various Artists)  |              | 김지수         | 2:09      |
| 7.           | 〈Mystery Garden〉 (Various Artists)  |              | 최성욱, 김지수 | 2:22      |
| 8.           | 〈Love Potion〉 (Various Artists)     |              | 최성권         | 1:12      |
| 9.           | 〈My Darling Lime〉 (Various Artists) |              | 김지수         | 1:31      |
| 10.          | 〈Confusion〉 (Various Artists)       |              | 김지수         | 1:26      |
| 11.          | 〈My Daddy〉 (Various Artists)        |              | 김지수         | 1:52      |
| 12.          | 〈Virgin Love〉 (Various Artists)     |              | 김지수         | 1:20      |
| 13.          | 〈Secret Garden〉 (Various Artists)   |              | 김지수         | 2:44      |
| 총 재생 시간 | 총 재생 시간                          | 총 재생 시간 | 총 재생 시간   | 30:34     |

### 오스카 싱글
| #            | 제목                  | 작사         | 작곡         | 재생 시간 |
| ------------ | --------------------- | ------------ | ------------ | --------- |
| 1.           | 〈눈물자리〉 (오스카) | 김범수       | 박정욱       | 4:16      |
| 2.           | 〈Liar〉 (오스카)     | 똘아이박     | 똘아이박     | 3:22      |
| 3.           | 〈동화〉              |              | 이루마       | 3:17      |
| 총 재생 시간 | 총 재생 시간          | 총 재생 시간 | 총 재생 시간 | 10:55     |

### 시크릿 가든 OST 스페셜

#### Disc 1
| #            | 제목                                   | 작사         | 작곡         | 재생 시간 |
| ------------ | -------------------------------------- | ------------ | ------------ | --------- |
| 1.           | 〈그 여자〉 (백지영)                   | 원태연       | 전해성       | 4:34      |
| 2.           | 〈너는 나의 봄이다〉 (성시경)          | 김이나       | 성시경       | 4:29      |
| 3.           | 〈이유〉 (신용재)                      | 노블레스     | 윤민수       | 4:02      |
| 4.           | 〈Here I Am〉 (미(美), 포맨)           | 윤민수       | 윤민수       | 3:55      |
| 5.           | 〈나타나〉 (김범수)                    | 김이나       | 윤일상       | 4:04      |
| 6.           | 〈한 여자〉 (베베 미뇽(Bebe Mignon))   | 조은희       | 황찬희       | 4:20      |
| 7.           | 〈못해〉 (미(美))                      | 민연재       | 윤민수       | 4:25      |
| 8.           | 〈상처만〉 (김동욱(Bois))              | 유상희       | 박정욱       | 4:12      |
| 9.           | 〈나타나 (Ballade Ver.)〉 (요아리밴드) | 김이나       | 윤일상       | 4:04      |
| 10.          | 〈You Are My Everything〉 (정하윤)     | 김현아       | 박정욱       | 3:36      |
| 11.          | 〈Here I Am (Piano Ver.)〉 (미(美))    | 윤민수       | 윤민수       | 3:55      |
| 12.          | 〈그 남자〉 (백지영)                   | 원태연       | 전해성       | 4:34      |
| 총 재생 시간 | 총 재생 시간                           | 총 재생 시간 | 총 재생 시간 | 51:10     |

#### Disc 2
| #            | 제목                                  | 작사         | 작곡           | 재생 시간 |
| ------------ | ------------------------------------- | ------------ | -------------- | --------- |
| 1.           | 〈그 남자〉 (현빈)                    | 원태연       | 전해성         | 4:34      |
| 2.           | 〈눈물자리〉 (윤상현)                 | 김범수       | 박정욱         | 4:16      |
| 3.           | 〈Liar〉 (윤상현)                     | 똘아이박     | 똘아이박       | 3:22      |
| 4.           | 〈동화〉 (이루마)                     |              | 이루마         | 3:17      |
| 5.           | 〈바라본다〉 (윤상현)                 | 정진환       | 전준규         | 4:30      |
| 6.           | 〈Here I Am (Drama Ver.)〉 (윤상현)   | 윤민수       | 윤민수         | 3:55      |
| 7.           | 〈Main Title〉 (Various Artists)      |              | 최성욱, 김지수 | 1:45      |
| 8.           | 〈Lovely Angel〉 (Various Artists)    |              | 김지수         | 1:24      |
| 9.           | 〈Guardian Angel〉 (Various Artists)  |              | 김지수         | 2:09      |
| 10.          | 〈Mystery Garden〉 (Various Artists)  |              | 최성욱, 김지수 | 2:22      |
| 11.          | 〈Love Potion〉 (Various Artists)     |              | 최성권         | 1:12      |
| 12.          | 〈My Darling Lime〉 (Various Artists) |              | 김지수         | 1:31      |
| 13.          | 〈Confusion〉 (Various Artists)       |              | 김지수         | 1:26      |
| 14.          | 〈My Daddy〉 (Various Artists)        |              | 김지수         | 1:52      |
| 15.          | 〈Virgin Love〉 (Various Artists)     |              | 김지수         | 1:20      |
| 16.          | 〈Secret Garden〉 (Various Artists)   |              | 김지수         | 2:44      |
| 총 재생 시간 | 총 재생 시간                          | 총 재생 시간 | 총 재생 시간   | 41:39     |

## 수상 경력
- 2010년 SBS 연기대상 10대 스타상, 베스트 커플상, 네티즌 최고 인기상, 드라마스페셜부문 여자 최우수 연기상 - 하지원
- 2010년 SBS 연기대상 10대 스타상, 베스트 커플상, 네티즌 최고 인기상, 드라마스페셜부문 남자 최우수 연기상 - 현빈
- 2010년 SBS 연기대상 네티즌 최고 인기 드라마상
- 2011년 SBS 사내 상반기 작품상 및 특별상 시상식 최우수작품상
- 2011년 SBS 사내 상반기 작품상 및 특별상 시상식 특별상 - 김은숙, 하지원
- 2011년 제47회 백상예술대상 TV부문 대상 - 현빈
- 2011년 제47회 백상예술대상 TV부문 드라마 작품상
- 2011년 제47회 백상예술대상 TV부문 시나리오상 - 김은숙
- 2011년 제47회 백상예술대상 TV부문 여자 신인연기상 - 유인나
- 2011년 제6회 서울드라마어워즈 한류드라마 연출상 - 신우철
- 2011년 제6회 서울드라마어워즈 한류드라마 작가상 - 김은숙
- 2011년 제6회 서울드라마어워즈 한류드라마 주제가상 - 백지영
- 2011년 제4회 코리아드라마어워즈 대상(작품상)
- 2011년 제4회 코리아드라마어워즈 작가상 - 김은숙
- 2011년 제24회 한국방송촬영감독연합회(그리메상) 대상 - 허대선, 이승춘 촬영 감독
- 2011년 제24회 한국방송촬영감독연합회(그리메상) 조명감독상 - 박만창 조명 감독
- 2011년 제24회 한국방송촬영감독연합회(그리메상) 최우수 여자 연기자상 - 하지원
- 2011년 대한민국 콘텐츠 어워즈 국무총리 표창 - 김은숙
- 2011년 대한민국 콘텐츠 어워즈 문화관광부 표창
- 2011년 엠넷 아시안 뮤직 어워드(MAMA) 베스트 O.S.T상 - 백지영
- 2011년 제1회 한국 음악저작권대상 O.S.T 부문 - 백지영 ('그 여자', 작사: 원태연, 작곡: 전해성)

## 시크릿 가든 OST 콘서트
- 2011년 1월 15일 '시크릿 가든' OST의 폭발적인 인기에 힘입어 서울 능동 어린이대공원 내 돔아트홀에서 "시크릿가든 OST 콘서트 - Only One Day, One Time"라는 제목으로 콘서트를 열어 성황리에 맞쳤다. 하지만 다소 비싼 티켓값으로 눈총을 사기도 하였다.[6][7] 이후 3월 12일 서울 올림픽공원 체조경기장에서 개최될 예정이었던 "시크릿 가든 두 번째 OST 콘서트"가 현빈의 군입대로 갑작스럽게 취소되어 아쉬움을 남겼다.[8]
- '시크릿 가든' OST에 참여한 백지영, 김범수, 성시경, 신용재 등이 부른 곡이 폭발적 인기를 끌며 음원 챠트 상위권을 점령하였고, 네이버나 다음 등 각종 포털사이트 검색어 순위에도 상위권을 차지하였다.[9] 또한 백지영이 부른 '그 여자'의 남자 버전 '그 남자'를 현빈이 불렀으며, 그 음원을 공개한 지 하루만에 인터넷 음원 사이트 벅스, 멜론, 싸이월드 등에서 종합인기차트 및 실시간 차트 1위를 차지하는 기염을 토했다.[10][11]
- 2011년 1월 19일에 발매된 〈시크릿가든 OST 스페셜 앨범〉은 드라마의 인기에 힘입어 선주문 5만장을 기록하였다. 백지영의 '그 여자', '그 남자', 성시경의 '너는 나의 봄이다', 신용재의 '이유', 김범수의 '나타나', 현빈의 '그 남자' 등 파트1부터 파트5까지 전곡과 오스카의 싱글앨범까지 모두 수록된 앨범이다.[12]

## 라디오 드라마
드라마의 엄청난 인기에 힘입어 SBS 라디오 사상 최초로 라디오 드라마로 재탄생하였으며, 청취자의 이해를 돕고자 배우 정인기(길라임의 아버지 역)가 내레이션을 맡았다.
- 제목: 《라디오 시크릿 가든》
- 채널: SBS 러브FM
- 기간: 2011년 4월 9일~2011년 6월 4일
- 횟수: 16부작
- 내레이션: 배우 정인기

## 참고 사항

### 드라마 관련 이야기
- 극중 길라임의 휴대 전화에서 문자 메시지가 수신될 때마다 나오는 메시지 수신음 "문자왔숑~ 문자왔숑~"이 큰 화제를 불러일으켰다. 이 수신음은 인디가수 타루가 부른 것으로 밝혀졌으며, 하지원이 직접 골라서 드라마에 쓰이게 됐다.
- 많은 유행어를 남겼으며 특히 극중 김주원의 대사 "이게 최선입니까? 확실해요?"가 크게 유행하였고, 김주원의 파란색 트레이닝복[주 2]은 여러 쇼핑몰에서 판매되기도 했으며, 많은 연예인들이 입고 사진을 찍어 SNS에 올리며 드라마팬임을 인증하기도 했다.[14][15][16]
- 김은숙 작가와 신우철 PD는 이 드라마의 세부적인 내용이 아직 만들어지지 않았던 초기 기획 단계에서부터 이미 하지원을 여주인공역으로 점찍어 뒀었다고 한다.[17]
- 하지원은 인터뷰에서 자동차 액션 등 매우 위험한 액션을 제외한 와이어 액션 등은 직접 찍었다고 한다.[18]
- 드라마 종영 이후 '시크릿 가든'의 비하인드 스토리를 담은 《시크릿 가든 - 숨겨둔 이야기》가 방송되었다.[19]
- 2016년 박근혜-최순실 게이트 당시에 박근혜 대통령이 차움병원에서 시크릿 가든의 등장인물인 '길라임'이라는 가명을 사용하여 논란이 되었다.

### 기타
- 해당 작품은 “상큼한 로맨틱 코미디로 재미와 화제, 시청률을 불러일으킨 수작”이라는 평가를 받으며 한국방송작가상 드라마 부문의 후보에 올랐다. 하지만 어느 정도 재미와 감동을 준 작품임은 분명하나 한국 방송작가상에서 추구하는 독창적 작품세계 구현, 우리 사회에 건강한 영향력을 끼치고 방송작가의 자긍심을 높여야 한다는 부분에서 미흡한다는 이유[20]를 들어 탈락했다.
- 현빈이 맡았던 김주원 역은 당초 장혁이 낙점되었으나 소속사와 제작사 간의 갈등[21]으로 출연이 무산됐으며 이 같은 상황을 고려하여 SBS는 50부작으로 기획된 《인생은 아름다워》를 13편 늘린 63회로 끝냈고 SBS는 해당 작품(시크릿 가든)에 앞서 《동방의 빛》을 편성할 예정이었지만 SBS 측의 반대로[22] 좌절됐다.

## 출판
| 책 이름                                               | 저자           | 출판사       | 출시일           | 국제 표준 도서 번호    | 비고             |
| ----------------------------------------------------- | -------------- | ------------ | ---------------- | ---------------------- | ---------------- |
| 드라마 시크릿 가든 주원·라임의 테마 도서 세트(전 6권) | 루이스 캐럴    | 민음사       | 2010년 12월 14일 | ISBN 978-89-374-0429-0 |                  |
| 시크릿가든 1                                          | 김은숙, 강이을 | 뮤진트리     | 2010년 12월 23일 | ISBN 978-89-94015-14-9 | 드라마 각색 소설 |
| 시크릿가든 드라마 영상만화                            | 편집부         | 북로그컴퍼니 | 2011년 1월 10일  | ISBN 89-94197-14-1     | 240쪽            |

## 동시간대 드라마
- 《욕망의 불꽃》(MBC, 2010년 10월 2일~2011년 3월 27일)
- 《근초고왕》(KBS 1TV, 2010년 11월 6일~2011년 5월 29일)

## 같이 보기
- 폐소 공포증
- 루이스 캐럴: 소설가
- 이상한 나라의 앨리스
- 인어공주
- 앨리스 증후군: 심리학 용어
- 드라마 《울랄라 부부》: 남편의 불륜으로 이혼을 감행한 부부가 우연한 사고로 서로 영혼이 바뀌며 벌어지는 기상천외한 사건을 그린 가족 코믹 드라마
- 드라마 《돌아와요 순애씨》: 40대 왈가닥 주부 순애가 항공사의 기장인 남편 일석과 불륜관계인 20대 미녀 스튜어디스 초은과 영혼이 뒤바뀌면서 벌어지는 에피소드를 그린 드라마